# Campionato italiano di beach soccer femminile 2018
La Serie Aon 2018 è stata l'8ª edizione della massima serie del campionato italiano femminile di calcio da spiaggia, disputata tra il 19 e il 22 luglio 2018 e conclusa con la vittoria del Lady Terracina, al suo quarto titolo consecutivo.

## Formula
L'edizione 2018 del campionato italiano di beach soccer femminile è l’8ª organizzata dalla FIGC-Lega Nazionale Dilettanti.
La Serie A 2018 è composta da 4 squadre e la strada per il titolo di Campione d'Italia è suddiviso in una regular season ed una finale. Le prime due classificate della stagione regolare si qualificano per la finale che si svolgerà a Bellaria Igea Marina dal 19 al 22 luglio.

## Squadre partecipanti

### Squadre[1]
| Club           | Città     | Stagione precedente |
| -------------- | --------- | ------------------- |
| Lady Terracina | Terracina | Campione            |
| Lokrians       | Locri     | Esordiente          |
| Napoli         | Napoli    | Girone              |
| Terracina      | Terracina | Girone              |

## Regular season

### Classifica[3]
|  | Pos. | Squadra        | Pt | G | V | Vr | P | GF | GS | DR  |
|  | ---- | -------------- | -- | - | - | -- | - | -- | -- | --- |
|  | 1.   | Lokrians       | 7  | 3 | 2 | 1  | 0 | 13 | 10 | +3  |
|  | 2.   | Lady Terracina | 6  | 3 | 2 | 0  | 1 | 16 | 6  | +10 |
|  | 3.   | Terracina      | 3  | 3 | 1 | 0  | 2 | 13 | 10 | +3  |
|  | 4.   | Napoli         | 0  | 3 | 0 | 0  | 3 | 5  | 21 | -16 |

      Ammesse alla finale.

### Partite[4]

#### 1ª Giornata[5]
| Squadra 1      | Risultato | Squadra 2 |
| -------------- | --------- | --------- |
| Lady Terracina | 7-1 Ref.  | Napoli    |
| Lokrians       | 4-3 Ref.  | Terracina |

#### 2ª Giornata[6]
| Squadra 1 | Risultato | Squadra 2      |
| --------- | --------- | -------------- |
| Napoli    | 3-5 Ref.  | Lokrians       |
| Terracina | 1-5 Ref.  | Lady Terracina |

#### 3ª Giornata[7]
| Squadra 1 | Risultato          | Squadra 2      |
| --------- | ------------------ | -------------- |
| Napoli    | 1-9 Ref.           | Terracina      |
| Lokrians  | 4-4 (3-2 dcr) Ref. | Lady Terracina |

## Finale
| Arbitro: | Tranchina, Gosetto |

|                       |           |  |
| Iannella 12st’, 10tt’ | Marcatori |  |

## Classifica finale
| Posizione | Squadra        |
| --------- | -------------- |
|           | Lady Terracina |
| 2         | Lokrians       |
| 3         | Terracina      |
| 4         | Napoli         |